# Метална връзка
Металната химична връзка, също както йонната, съществува само в твърдо или течно състояние. Металната химична връзка е решетка от атоми и свободни електрони, за разлика от йонната връзка, подредбата на електроните и техните заряди е почти статична.
Металната връзка може да се разглежда като разновидност на ковалентната, при която делокализацията е достигнала краен предел. Тя е много здрава, колективна, многоцентрова, делокализирана. Химична връзка, която възниква в резултат на електростатично взаимодействие между всички относително свободни валентни електрони и всички атоми и йони в кристала, се нарича метална връзка. Тя е характерна за металите в твърдо и течно състояние. В парите на металите не се образува метална връзка, а ковалентна, например Литий (Li2), Натрий (Na2) и т.н.